# Marinovic Beach
Der Marinovic Beach ist ein leicht ansteigender Strand an der Scott-Küste des ostantarktischen Viktorialands. Er liegt am Südufer der Explorers Cove im New Harbour.
Das Advisory Committee on Antarctic Names benannte ihn nach dem Meeresbiologen Baldo Branimir Marinovic (* 1962) von der University of California, Santa Cruz, der 1985 zur Überwinterungsmannschaft auf der McMurdo-Station gehört und zu dessen Einsatzgebieten für die Untersuchung von Stachelhäutern dieser Strand gezählt hatte.